# Max Meyerstein

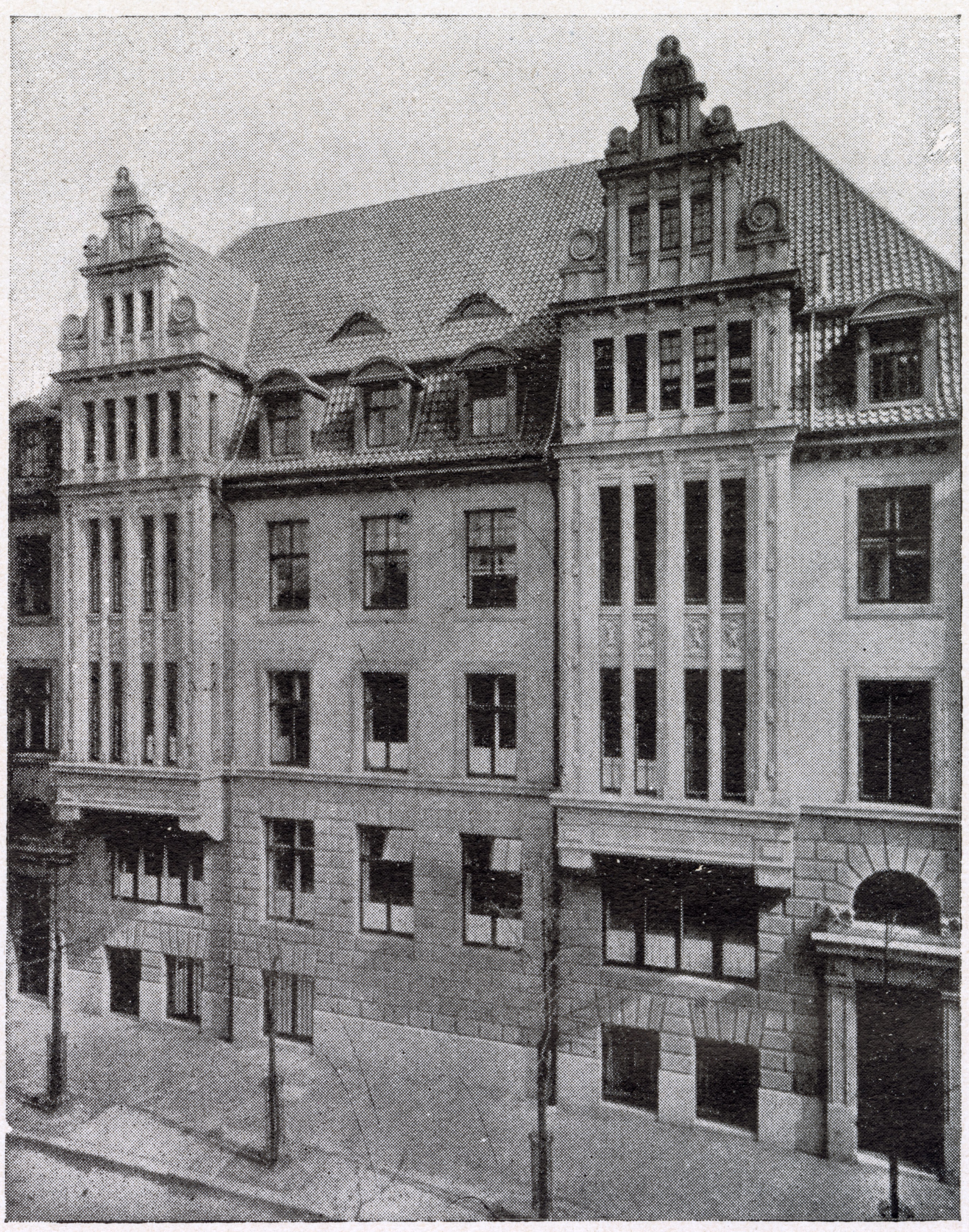
Wohn- und Geschäftshaus Landschaftstraße 6

Max Meyerstein war ein Mitte des 19. Jahrhunderts gegründetes Großhandelsunternehmen für Getreide und Futtermittel mit angegliederter privater Bank und einer Industrie-Abteilung. Die Firma wurde in der Frühzeit der Industrialisierung des Königreichs Hannover von dem gleichnamigen Seniorchef am 1. Oktober 1854 in Banteln eröffnet.
Nach der Reichsgründung traten 1887 Meyersteins Söhne Siegmund und Selly Meyerstein als Teilhaber in das Unternehmen ein; im selben Jahr eröffnete eine Zweigniederlassung in Braunschweig. Am 1. April 1896 wurde der Hauptsitz nach Hannover verlegt, wobei Banteln und Braunschweig als Filialen erhalten blieben.
Nach dem Tod des Firmengründers 1907 wurden die beiden Söhne Meyersteins alleinige Inhaber.
Anfang der 1920er Jahre war das Unternehmen in zwei Abteilungen untergliedert: Die eine beschäftigte sich mit dem An- und Verkauf von Getreide-, Futter- und Düngemitteln sowie mit Mühlenfabrikaten und vor allem dem „Getreide-Import im großen Stil“. Die andere befasste sich mit allen Bank- und Industrie-Angelegenheiten. Im Bereich der Kalisalz-Gewinnung und -vermarktung nahm das Bankhaus vor allem durch das Engagement von Selly Meyerstein schon früh eine führende Stellung ein.
„Maßgebenden Einfluss“ nahm das Bankhaus zudem in Firmen des Maschinenbaus sowie der Kalk- und Zementindustrie.
Unmittelbar nach der Machtergreifung durch die Nationalsozialisten riefen ab April 1933 Verbände der NSDAP zum „Judenboykott“ auf. Die zumeist an mittelständische Geschäftspartner des Bank- und Handelshauses gerichteten Hetzschriften führten – ähnlich wie beim hannoverschen Bankhaus Albert Scheiberg – zum Abbruch von Geschäftsbeziehungen. Bei den Meyersteins war durch den dadurch bedingten Umsatzrückgang „schon 1935 ein wirtschaftlicher Betrieb nicht mehr möglich.“
Im Zuge der sogenannten „April-Gesetze“ („Berufsbeamtengesetz“ und „Gesetz über die Zulassung zur Rechtsanwaltschaft“) und noch vor der Einführung der „Zwangsarisierungen“ Ende 1938 übertrug Selly Meyerstein als letzte „freiwillige“ Handlung Vermögenswerte aus den Geschäften mit seinen Geschäftspartner an die Commerzbank, bis diese „stille Liquidation“ des Bankhauses noch im selben Jahr „abgewickelt“ war.

## Archivalien
Archivalien von und über Max Meyerstein finden sich beispielsweise
- im Niedersächsischen Landesarchiv (Abteilung Hannover) im Bestand Nds 110w, Akte 10240, darin unter anderem
  - Aktenvermerk der Entschädigungsbehörde vom 15. Februar 1961, F, 112;[3]
  - Schreiben von Rechtsanwalt Siegel an die Entschädigungsbehörde vom 3. September 1958, F. 89[3]